# Tour Féminin en Limousin
Il Tour Féminin en Limousin è una corsa a tappe femminile di ciclismo su strada, che si tiene nella regione del Limosino in Francia, ogni anno in luglio. Fa parte del Calendario internazionale femminile UCI, classe 2.2.

## Storia
Creata nel 1997, si è chiamata in successione Tour Féminin de la Haute-Vienne, Tour Féminin de la Haute-Vienne en Limousin e Tour Féminin Haute-Vienne et Creuse en Limousin.

## Albo d'oro
Aggiornato all'edizione 2013.
| Anno | Vincitrice          | Seconda             | Terza                 |
| ---- | ------------------- | ------------------- | --------------------- |
| 2005 | Zinaida Stahurskaja | Edwige Pitel        | Veronica Andréasson   |
| 2006 | Marianne Vos        | Svetlana Bubnenkova | Silvia Valsecchi      |
| 2007 | Svetlana Bubnenkova | Sigrid Corneo       | Olivia Gollan         |
| 2008 | Natal'ja Bojarskaja | Edwige Pitel        | Youlia Martissova     |
| 2009 | Grace Verbeke       | Ruth Corset         | Aleksandra Burčenkova |
| 2010 | Grete Treier        | Ruth Corset         | Edwige Pitel          |
| 2011 | Grete Treier        | Тat'jana Аntošina   | Grace Verbeke         |
| 2012 | Marianne Vos        | Alena Amjaljusik    | Loes Gunnewijk        |
| 2013 | Katarzyna Pawłowska | Тat'jana Аntošina   | Edwige Pitel          |
| 2014 | non disputata       |                     |                       |